# Stęszew
Stęszew (udtale: [ˈstɛ̃ʂɛf])  er en by i den vestlige centrale  del af  voivodskabet Storpolen i  den vestlige centrale del af Polen. Byen   har 5.964(2021) indbyggere og et areal på 	5,63 km², og er en del af powiatet Poznań.
Stęszew ligger ved floden Samica Stęszewska, og der ligger tre søer i  byens område: Dębno, Bochenek og Lipno.

## Historie
Stęszew var engang et vigtigt stop på en handelsrute fra Schlesien. I 1370 gav kong Kasimir 3. af Polen bosættelsen byrettigheder. Det var en privat by for polsk adel, administrativt beliggende i powiat Poznań i Poznań-voivodskab i Provinsen Storpolen i Kongeriget Polens krone.
Byen udviklede sig hurtigt indtil den svenske invasion og Syvårskrigen. Til sidst, i 1793, blev Stęszew en del af den preussiske del af Polen efter Polens anden deling. I 1799 blev byen solgt af grevinde Dorota Jabłonowska til prins Vilhelm 1. af Nederlandene. Efter den vellykkede Storpolske opstand af 1806, blev det genvundet af polakker og inkluderet i det kortvarige Hertugdømmet Warszawa. Efter opløsningen i 1815 blev den genannekteret af Preussen, og efter 1. verdenskrig genvandt Polen uafhængighed og kontrol over byen.